# لی میسو
لی میسو (انگلیسی: Li Meisu؛ زادهٔ ۱۷ آوریل ۱۹۵۹) ورزشکار دو و میدانی اهل چین است.